# Edme Larcher
Edme Larcher est un homme politique français né le 2 décembre 1757 à Vignory (Haute-Marne) et décédé en 1842.

## Biographie
Avocat, puis lieutenant particulier de la maîtrise des eaux et forêts de Chaumont, il est administrateur du département de la Haute-Marne au début de la Révolution, puis devient accusateur public au tribunal criminel du département. Il est élu au conseil des Anciens le 23 germinal an VII. Favorable au coup d'État du 18 Brumaire, il est député de la Haute-Marne au Corps législatif de 1800 à 1806. Il est nommé conseiller de préfecture en 1809.